# Alone Together
Alone Together – album zespołu Quidam wydany w 2007 roku nakładem wytwórni Rock-Serwis.
Nagrania dotarły do 14. miejsca listy OLiS.

## Lista utworów
Opracowano na podstawie materiału źródłowego.
1. "Different" – 3:16
2. "Kinds Of Solitude At Night" – 6:00
3. "Depicting Colours Of Emotions" – 10:18
4. "They Are There To Remind Us" – 7:49
5. "Of Illusions" – 8:04
6. "We Lost" – 8:26
7. "One Day We Find" – 6:46
8. "We Are Alone Together..." – 8:20
9. "P.S. ... But Strong Together" – 4:25

## Twórcy
Opracowano na podstawie materiału źródłowego.

- Zbigniew Florek – wokal wspierający, instrumenty klawiszowe
- Bartosz Kossowicz – wokal prowadzący, wokal wspierający
- Maciej Meller – wokal wspierający, gitara
- Maciej Wróblewski – perkusja, instrumenty perkusyjne
- Jacek Zasada – flet
- Mariusz Ziółkowski – gitara basowa, wokal wspierający
- Emila Nazaruk – wokal wspierający
- Piotr Nazaruk – xaphoon, cytra
- Piotr Rogóż – saksofon altowy
- Michał Florczak - okładka